# گرین (کانزاس)
گرین (به انگلیسی: Green) شهری در ایالت کانزاس کشور ایالات متحده آمریکا است که جمعیت آن در سرشماری سال ۲۰۱۰ میلادی، ۱۲۸ نفر بوده‌است.